# Porto Grande
Porto Grande es un municipio de Brasil, situado en el sudeste del estado de Amapá.
Su población estimada en 2014 es de 16.825 habitantes y su extensión de 4402 km², lo que da una densidad de población de 3,3 hab/km².
Limita con los municipios de Ferreira Gomes al norte y nordeste, Macapá y Santana al sudeste, Mazagão al sudoeste, Pedra Branca do Amapari y Serra do Navio al noroeste.
Fue creado en 1993.
- Datos: Q1772692
- Multimedia: Porto Grande / Q1772692